# Дејан Зечевић
Дејан Зечевић (Београд, 1. фебруар 1972) српски је филмски и телевизијски редитељ.

## Биографија
Дипломирао је на Факултету драмских уметности 1997. године, одсек филмска и ТВ режија.
Као редитељ реализовао је неколико целовечерњих играних филмова (од којих је за два писао и сценарио а за један био косценариста). Његови филмови су на домаћим филмским фестивалима освојили преко 30 награда.
Предавао је филмску режију на приватној филмској школи Дунав филм.
Ради на рекламама и емисијама за телевизију.

## Стил
Зечевић је познат по својим неконвенционалним жанровским радовима, што је несвакидашње у контексту домаће кинематографије.
После документарно-играног експеримента посвећеног фамозном Радомиру Белаћевићу (Дечак из Јунковца), те покушаја пародирања трилера (Купи ми Елиота), Зечевић се опробава у, себи омиљеном, жанру хорора, што је, опет, потпуно усамљена појава када је реч о српским редитељима. Јер, у југословенском филму, уопште, било је више или мање успелих остварења, базираних на литератури, фактографији или фолклорном предању, која су делимично користила елементе хорора (Избавитељ Крсте Папића, Вариола вера Горана Марковића, Трећи кључ Зорана Тадића, Пун месец над Београдом Драгана Кресоје...) - но жанровски „чистог“ хорора, какав је Зечевић урадио није досад било.
И како је сам у једном интервјуу изјавио: „Бићу срећан, ако неко некада у будућности буде погледао мој филм, а да при томе не зна да сам га ја режирао, и ако буде рекао ,Ово је Зечевићев филм”.

## Одабране награде
Са својим филмовима учествовао и на међународним фестивалима: Брисел, Луксембург, Ситгес, Атина, Јерусалим, Александрија, Тулуз, Кијев, Пукон,
- Награда на Мартовском фестивалу за кратки играни филм
- Александар Саша Петровић за најбољи филм на Фестивалу ауторског филма
- Златна мимоза за најбољег редитеља на фестивалу у Херцег Новом
- Златна арена за најбољи филм и Златна арена за најбољег редитеља у Новом Саду
- Награда FIPRESSCI за редитеља године
- Награда „Бела Лугоши[3]

## Филмографија
| Година    | Филм                               | Жанр                              | Улога                             |
| 1992      | Тито и ја                          | комедија                          | асистент редитеља (непотписан)    |
| 1993      | Пун месец над Београдом            | драма, хорор                      | асистент редитеља                 |
| 1995      | Урнебесна трагедија                | драма                             | асистент редитеља                 |
| 1995      | Пакет аранжман (Ноћ без сна)       | комедија                          | редитељ и сценариста              |
| 1995      | Дечак из Јунковца                  | документарни, комедија, трилер    | редитељ и сценариста              |
| 1998      | Купи ми Елиота                     | комедија                          | редитељ                           |
| 2002      | Т. Т. Синдром                      | хорор                             | редитељ и сценариста              |
| 2002      | Мала ноћна музика                  | акција, комедија, трилер          | редитељ и сценариста              |
| 2002      | Прекидамо програм                  | ТВ (комедија)                     | редитељ                           |
| 2003      | Добре намере                       | ТВ (комедија, драма)              | редитељ                           |
| 2004      | Ментол бомбона                     | ТВ серија (комедија, акција)      | редитељ                           |
| 2004      | Јелена                             | ТВ серија (драма, романтика)      | асистент редитеља                 |
| 2005      | Кошаркаши                          | ТВ серија (драма)                 | редитељ                           |
| 2005      | Порока                             | комедија (краткометражна)         | асистент редитеља                 |
| 2006      | Седам и по                         | драма, комедија                   | асистент редитеља                 |
| 2007      | Четврти човек                      | акција, трилер                    | редитељ и сценариста              |
| 2008      | Крик (документарац                 | документарни филм                 | редитељ и сценариста              |
| 2010      | Шесто чуло                         | акција, трилер                    | редитељ                           |
| 2011      | Непријатељ                         | акција, трилер                    | редитељ                           |
| 2012−2020 | Војна академија                    | акција, трилер                    | редитељ                           |
| 2013      | Војна академија 2                  | акција                            | редитељ                           |
| 2013−2014 | Синђелићи                          | комедија, драма                   | редитељ                           |
| 2014−2015 | Ургентни центар                    | драма                             | редитељ                           |
| 2015      | Чизмаши                            | драма                             | редитељ                           |
| 2016      | Процеп (филм)                      | акција, трилер                    | редитељ                           |
| 2016      | Војна академија 3: Нови почетак    | акција                            | редитељ                           |
| 2017      | Изгредници (филм)                  | драма, трилер                     | редитељ                           |
| 2018−2019 | Шифра Деспот                       | комедија, драма                   | редитељ                           |
| 2018−2019 | Погрешан човек                     | теленовела, драма                 | редитељ                           |
| 2019      | Војна академија 5                  | акција                            | редитељ                           |
| 2020      | Преживети Београд                  | драма, комедија                   | редитељ 5 епизода                 |
| 2021      | Дрим тим                           | драма, комедија                   | редитељ                           |
| 2022.     | Радио Милева                       | комедија                          | редитељ                           |
| 2023.     | Тунел (ТВ серија)                  | кримић                            | редитељ                           |
| 2024.     | Крунска 11                         | комедија                          | редитељ                           |
| 2024.     | Константиново раскршће (ТВ серија) | историјски, трилер, акција, хорор | редитељ                           |
| 2025.     | Зваћеш се Варвара                  | акција, комедија, трилер          | редитељ - у припреми              |
| -//-      | Мала ноћна музика 2 (филм)         | акција, комедија, трилер          | редитељ и сценариста - у припреми |
| 20??      | Шнајдер (серија)                   | акција, трилер                    | редитељ                           |
| 20??      | Марко Краљевић (филм)              | фантазија, акција                 | редитељ - у припреми              |